# Holger Bisgaard
Holger Ove Bisgaard, född 1880, död 1943, var en dansk läkare.
Bisgaard blev medicine kandidat 1907 och övertog 1910 faderns läkarpraktik i Glamsbjerg på Fyn. Han angav en behandlingsmetod vid cirkulationsrubbningar i nedre extremiteterna, särskilt bensår, som innebar att man förband vävnaderna en åtsittande binda som hindrade uppkomsten av ödem, "Bisgaards binda".